# Copris martinezi
Copris martinezi là một loài bọ cánh cứng trong họ Bọ hung (Scarabaeidae).